# Балаковская улица (Самара)
Балако́вская у́лица — находится в Советском районе городского округа Самара между Тушинской улицей и улицей Промышленности. Пересекает улицы Рубероидную, Ясную, Авроры, Битумную,  6-ю Толевую, 8-ю Толевую, Сепараторную и Кулундинскую.

## Этимология годонима
Улица переименована в честь города Балаково в 1952 году. Прежнее название - Верхняя улица 131-133 км

## Почтовые индексы
- 443017: нечётные: 17—35
- 443070: 8, нечётные: 5—9
- 443076: 8, чётные: 4—28, нечётные: 39—45

## Здания и сооружения
Чётная сторона
- № 8А — детский сад N 9 «Дюймовочка»
- № 8А — отделение ГИБДД Советского РУВД
- № 10А — МБОУ СОШ № 91 (школа).
- № 12А — ЖЭУ 7
- № 16 — общежитие «СамГУПС»
- № 20 — бывшее общежитие завода «Строммашина», сейчас многоквартирный дом

Нечётная сторона
- № 45А — Пожарная часть N 4

## Транспорт
По Балковской улице общественный транспорт не ходит. 

Можно доехать до этой улицы по ул. Авроры до остановки «Балаковская улица» автобусами 10, 62, 63, 66, 215, 283 маршрутов. Также можно доехать по улице Промышленности до остановки «Витебская улица» 25 и 65 автобусами.
Недалеко от Балаковской улицы находятся платформы остановки электропоездов «Толевая» и «Киркомбинат» участка «Самара — Кинель» Куйбышевской железной дороги.